# Máximo Chipana Hurtado
Máximo Jesús Chipana Hurtado (Concepción, 1945), es un médico y político peruano. Alcalde de la Provincia de Concepción. 

## Biografía
Máximo Chipana nació en Concepción, el 27 de diciembre de 1945. Hizo sus estudios primarios en la Escuela Primaria N' 505 de Concepción, y los secundarios en los colegios 9 de Julio y  Santa Isabel en Huancayo.
Entre 1968 y 1974 hizo estudios en medicina en la Facultad de San Fernando de la Universidad Nacional Mayor de San Marcos. 
Ha trabajado como médico Gineco-obstetra en el Hospital Olavegoya de Jauja (1981-1987) y en la UTES Daniel Alcides Carrión (1987 - actualidad). También es docente de la Universidad Nacional del Centro del Perú, desde 1987.
En el año 2002, participó en las elecciones municipales invitado por la Alianza Unidad Nacional, siendo elegido Alcalde del Concejo Provincial de Concepción para el periodo 2003-2006. En las elecciones regionales y municipales del Perú de 2010 postula nuevamente al cargo de Alcalde Provincial, por el Movimiento  Independiente Unidos por Junín, Sierra y Selva , ganando dicha elección.
En 2012 el Distrito de La Concepción, Junín, de la mano del Dr. Máximo Chipana se ha convertido en la primera localidad antitaurina del Perú, prohibiendo definitivamente las corridas de toros en la ciudad.